# L.O.C.
Liam Nygaard O'Connor (født 10. juli 1979 i Aarhus), bedre kendt under sit kunstnernavn L.O.C., er en dansk-irsk rapper, sangskriver, tv-vært og standup-komiker. Han startede sin karriere i 1995 sammen med Chadi Abdul-Karim, da de dannede gruppen Alzheimer Klinikken. I 1997 udgav gruppen deres første demobånd Respekten Stinker. Hans popularitet bragte hans gruppeprojekt B.A.N.G.E.R.S. sammen med rapperne USO og Johnson og produceren DJ Rescue til almen anerkendelse, da de i 1999 udgav EP'en V.I.P. Han dannede efterfølgende gruppen F.I.P. i samarbejde med producerne Rune Rask og Troo.L.S fra Suspekt.
Han opnåede stor popularitet i 2001 med sit debutalbum Dominologi. I 2003 udgav han sit andet album, Inkarneret, som modtog platin for 60.000 solgte eksemplarer. Hans tredje album, Cassiopeia, udkom i 2005. Det fjerde og anmelderroste album, Melankolia/XxxCouture, udkom den 17. marts 2008 og solgte 20.000 eksemplarer i den første uge. Singlen "XXX Couture" blev P3s Uundgåelige og ved Danish Music Awards i 2009 vandt albummet prisen som "Årets Danske Album". Hans fire første album solgte over 150.000 eksemplarer, og han er derfor en af Danmarks bedst sælgende rappere. I 2009 dannede han sammen med Suspekt gruppen Selvmord, som samme år udgav deres debutalbum.
Hans femte album, Libertiner, udkom i 2011. Albummet var det tiende mest solgte album i Danmark i 2011. I 2012 stiftede han sit eget pladeselskab, SGMD, der er et akronym for "SelvGjortMillionærDrøm" – og han indgik også et samarbejde med TDC, der distribuerede og markedsførte hans sjette album Prestige, Paranoia, Persona Vol. 1. Albummet kunne downloades gratis i de første fem uger, og alene på udgivelsesdagen havde over 100.000 downloadet det. Han udgav efterfølgende Prestige, Paranoia, Persona Vol. 2 (2012), Sakrilegium (2014), Anno XV (2016), Ekkokammer (2019) og Fuck L.O.C. (2021).
I 2011 og 2012 var han coach i Voice - Danmarks største stemme på TV 2 og begge gange vandt hans sangere konkurrencen. I 2024 sprang han ud som standup-komiker og annoncerede 16 optrædener i foråret og efteråret 2025.

## Tidligt liv
Liam O'Connor blev født i Aarhus som søn af danske Susan O'Connor og irske Dermot O'Connor. Faderen var lastbilchauffør og moderen arbejdede i en boghandel, og blev senere healer. Han har selv beskrevet sin opvækst i postnummeret 8210 som hård og sig selv dengang som "en rigtig lille lort". Han voksede op i et parcelhuskvarter ved Bispehaven sammen med sin et år yngre søster. Hiphopkulturen mødte L.O.C. første gang, da han begyndte til breakdancing sammen med andre drenge fra lokalområdet. Som dreng var han interesseret i musik og blev efter Folkeskolen optaget på den fri ungdomsuddannelse, som han sprang fra igen.
I 1999 flyttede han til København i forbindelse med sit arbejde som militærnægter for Dansk Center for Menneskerettigheder. Her mødte han igennem venner produceren Rune Rask.

## Musikkarriere

### 1995–1999: Tidlig karriere, Alzheimer Klinikken og B.A.N.G.E.R.S.
I 1995 dannede han sammen med rapper, skuespiller og filmmand, Chadi Abdul-Karim (C.A.K.), rapgruppen Alzheimer Klinikken i Aarhus. Gruppen udgav i 1997 deres demo, Respekten Stinker, på et kassettebånd med syv numre. Tekstmæssigt omhandlede numrene druk og hverdagen i Aarhus V. Udgivelsen solgte omkring 500 eksemplarer, hvilket var med til at gruppen fik nogle spillejobs og blev omtalt i musikbladet GAFFA. I 1998 udgav gruppen deres debutalbum, Første Træk, hvor blandt andet Jokeren og USO medvirkede. Gruppen gik dog i opløsning samme år.
L.O.C. begyndte efterfølgende samarbejdet med rapperne USO, Johnson og produceren DJ Rescue. I 1999 dannede de gruppen B.A.N.G.E.R.S., der samme år udgav deres anerkendte EP, VIP, på DJ Rescue's eget selskab Rescue Records. Vinylen har senere udviklet sig til et samleobjekt. I 2007 blev den genoptrykt af MPI Records.

### 2001–2003:DominologiogInkarneret
Efter tiden med B.A.N.G.E.R.S. var L.O.C. med til at stifte F.I.P., som var en sammenslutning af danske rappere bestående af; Troo.L.S, Bai-D, Orgi-E, Rune Rask, USO og Marwan. L.O.C. gæsteoptrådte i 2001 på Den Gale Poses tredje album, Definitionen af en stodder, og på en række af Tabu Records' udgivelser. Den 12. oktober 2001 udgav han sit debutalbum, Dominologi, på Virgin Records. Albummet blev produceret af Jonas Vestergaard, Rune Rask og Troo.L.S. Singlerne var "Drik din hjerne ud" og "Absinthe", og albummet handlede mest om druk, kriminalitet og kvinder.
Den 28. april 2003 udgav han sit andet studiealbum, Inkarneret, som i sin tid solgte over 60.000 eksemplarer, hvilket bevirkede at L.O.C. modtog en platinplade. Albummet blev hjulpet godt på vej af singlen "Undskyld", som han i 2004 optrådte med foran Kronprinsparret ved en koncert med navet Rock 'n' Royal.

### 2005–2007:CassiopeiaogNyt fra Vestfronten
Hans tredje album, Cassiopeia, blev udgivet den 12. september 2005. Albummet modtog platin for 30.000 solgte eksemplarer. Fem af numrene er produceret af den amerikanske West Coast-producer Bosko, der også har mixet hele albummet. Anmeldelserne kaldte albummet for et af de "bedre" og mere "alsidigt" album end hans tidligere albums. I 2006 blev Cassiopeia Limited Edition genudgivet i begrænset udgave med tre bonusnumre. Albummets første single, "Frk. Escobar" udkom den 9. september 2005. I september 2008 modtog singlen guld for 7.500 solgte downloads. I juli 2013 modtog singlen guld for 900.000 streams. "Du Gør Mig" udkom som anden single i 2006. Singlen blev også brugt som soundtrack til afsnit 5 i dramaserien Anna Pihl. I september 2006 modtog singlen guld for 7.500 downloads. I november 2013 modtog singlen guld for 900.000 streams.
I 2007 udgav han det selvfinansierede Nyt fra Vestfronten Mixtape på Tabu Records. Mixtapet fortolker nogle af dansk raps mest kendte og hyldede numre, blandt andet af kunstnere som Clemens, Malk de Koijn og Hvid Sjokolade. Samme år blev B.A.N.G.E.R.S. gendannet og singlen "Ingen Diskussion" blev udgivet. Han medvirkede også på Marwans debutalbum P.E.R.K.E.R. og Suspekts tredje album, Prima Nocte. L.O.C. spillede på Roskilde Festival 2007, hvor han medvirkede på Nephews sang "Hospital". "Hospital" er med på Nephews album fra 2006, Interkom kom ind, men på Roskilde Festival i 2007, var det første gang, nummeret skulle spilles offentlig med L.O.C. som gæst. Det var desuden L.O.C's første gang på Orange Scene. Han fik et tilbud fra Nephew kort tid inden koncerten. Simon Kvamm fortalte L.O.C., at det var nummeret "Hospital" de gerne ville have ham til at medvirke på og spurgte i samme omgang, om han kunne skrive noget tekst til det.

### 2008–2010:Melankolia/XxxCoutureogSelvmord
L.O.C.'s fjerde studiealbum, Melankolia/XxxCouture, blev udgivet på Skt. Patricks dag den 17. marts 2008 og solgte over 20.000 eksemplarer i den første uge. Albummet er et dobbeltalbum med syv numre på hver cd, og er hovedsageligt produceret af Rune Rask. Albummet indeholder L.O.C.'s egne fortolkninger af de syv dødssynder, set fra to forskellige vinkler. Den første cd, Melankolia, som han ser det igennem melankolien – og er gennemgående præget af en dyster stemning og tunge beats. Den anden cd, Xxx Couture, indeholder hans fortolkninger, som han mener at populærkulturen ser på dem i dag. Mens der har været halvanden års mellemrum mellem L.O.C.'s tidligere studiealbum, var dette album to år undervejs. Den 1. marts reklamerede han for sit nye album ved at spille den første single "XxxCouture" ved Zulu Awards. Samtidig blev singlen valgt til P3's Uundgåelige i uge 9 (25. februar – 2. marts 2008). Den 17. juli 2008 modtog albummet platin for 30.000 solgte eksemplarer. Melankolia/XxxCouture fik fem ud af seks stjerner hos Urban, Politiken, Berlingske, Nyhedsavisen og dr.dk, mens Ekstra Bladet og Metroxpress gav det fire ud af seks stjerner. I 2009 vandt han fem priser ved Danish DeeJay Awards; "Årets danske artist", ligesom han fik prisen for "Årets danske album" med Melankolia/XxxCouture. Det vandt også i kategorien "Årets danske urban-udgivelse", ligesom han vandt "The Voice Prisen" for singlen "Hvorfor vil du ikke?". Endelig vandt L.O.C. i kategorien årets danske remix sammen med Hampenberg.
Den 5. juni 2008 spillede han på Roskilde Festival som den første danske rapper, der spillede på Orange Scene – hvilket siden er blevet kaldt "den største bedrift i dansk hiphop". Den 14. september 2008 spillede han sammen med Simon Kvamm for kronprinsparret til Kronprinsparrets Priser på Operaen.
Den 26. september 2009 klokken 00.00 blev L.O.C. og Suspekts gruppe Selvmord præsenteret med singlen "Råbe under vand". Gruppen bestod af Suspekts tre medlemmer Rune Rask, Emil Simonsen, Andreas Duelund og producer og komponist Jonas Vestergaard. Gruppen udgav deres debutalbum, Selvmord, den 16. november 2009. I 2009 udgav L.O.C. også sit tredje mixtape, Nyt fra Vestfronten 3, som udkom på MP3 format og kunne downloades gratis. På mixtapet fortolkede han henholdsvis tre sange; "Hun vil ha' en rapper" af Jooks, "Kun for mig" af Medina og "Kinky Fætter" af Suspekt.

### 2011–2012:LibertinerogPrestige, Paranoia, Persona Vol. 1 & 2
Hans femte studiealbum, Libertiner, udkom den 14. marts 2011 og debuterede som #1 på hitlisten, med 8107 solgte eksemplarer i den første uge. Albummet blev i juli 2011 certificeret platin for 20.000 bestilte eksemplarer og ved Danish Music Awards samme år vandt albummet prisen for Årets danske urbanudgivelse. Libertiner var desuden også det tiende mest solgte album i 2011 i Danmark. Libertiner er ikke et konceptalbum, men det tager udgangspunkt i L.O.C.'s liv og erfaringer med fokus på dekadence. Albummet skulle oprindeligt hedde Imens jeg venter på at dø, men han mente det mindede for meget om hans sideprojekt Selvmord. Om albummet fortæller L.O.C., "Libertiner er min hyldest til vores smukke ignorance, og den fantastiske afvigende adfærd den fører med sig. Det er ufiltrerede tanker fra en egoist med det, efterhånden normale, synspunkt at selvdestruktiv er det nye glad." Albummet har affødt hitsinglerne "Ung for evigt" og "Momentet", der begge har modtaget guld for salg af 15.000 downloads. Begge sange var blandt de 10 mest spillede sange på P3 i 2011.
I 2012 stiftede L.O.C. sit eget pladeselskab SGMD, der er et akronym for "SelvGjortMillionærDrøm" og han indgik også et samarbejde med telekommunikationsvirksomheden TDC, der distribuerede og markedsførte hans sjette album Prestige, Paranoia, Persona Vol. 1. Albummet kunne downloades gratis i de første fem uger og alene på udgivelsesdagen havde over 100.000 downloadet det. Beslutningen om udgive et album udenom et etableret pladeselskab som mellemled er ifølge L.O.C.: "For at fejre uafhængigheden skal folk have musikken foræret. Musikken betyder ingenting, før folk tager den til sig og lægger deres egne minder i den. Det handler om at skabe oplevelser. Jeg vil opleve musikken sammen med folk, og det er nemmere, når man ikke skal sælge et produkt." L.O.C. mener at "TDC i modsætningen til et pladeselskab kun fokuserer på musikkens værdi og ikke forsøger at "rage nogle penge til sig via pladesalget". Albummets single, "Noget dumt" blev udgivet den 20. februar 2012. Singlen opnåede en tredjeplads på download-hitlisten, og modtog guld for 15.000 downloads og platin for at være streamet 1,8 millioner gange.
Det syvende studiealbum, Prestige, Paranoia, Persona Vol. 2, udkom den 1. oktober 2012. Albummet blev udgivet i samarbejde med Dansk Røde Kors, der modtog hele overskuddet af salget. Det modtog guld for 10.000 solgte eksemplarer i den første uge. Albummets første single, "Helt min egen" (sammen med sangerinden Barbara Moleko) udkom den 6. august 2012. Singlen toppede den danske single-hitliste, og modtog i september guld for 15.000 downloads. I januar 2013 modtog albummet platin for 20.000 solgte eksemplarer.

### 2014–2016:Sakrilegium,Grand CruogAnno XV
Det ottende studiealbum, Sakrilegium, udkom den 30. januar 2014 på hans eget pladeselskab SGMD. Albummet blev optaget i 2013 i Bangkok i Thailand sammen med trommeslageren Michel Svane, producer Esben 'Es' Thornhal og guitarist Daniel Heløy Davidsen. Albummet har katolske referencer og religiøs symbolik. Sakrilegium fik en blandet modtagelse hos musikanmelderne. Om albummet har L.O.C. udtalt: "Sakrilegium omhandler min egen, og min samtids tendens til at skænde det hellige. Om det så er i religiøs forstand, eller gennem hvad der bare er blevet vores normale skødesløse adfærd." Albummets første single, "Marquis", udkom den 6. januar 2014. Albummets anden single, "Paradis brænder", udkom den 1. september 2014. Sakrilegium modtog i september 2016 platin for 20.000 solgte eksemplarer.
I efteråret 2014 tog L.O.C. på "Rødt Lys" tour, men en ugen forinden tourens start, skrev Ekstra Bladet, at der ikke var solgt ret mange billetter på turnéen, og at mange af spillestederne kommer til at stå mere eller mindre tomme. Den 31. december 2014 udgav han EP'en, Grand Cru. Det er L.O.C.'s første EP nogensinde, og den består af 5 numre der fusionerer genrerne rap, swing og croon. Om teksterne på EP'en har L.O.C. udtalt: "I hiphop og rap har det altid været i højeste kurs at rappe om kampen og om at klare den. Men jeg synes, det ville være lidt løgn, hvis jeg forsøgte at fremstille det, som om jeg kæmper en brav kamp for at få tilværelsen til at hænge sammen. Jeg har altid været fascineret af at rappe om regnvejrsdage, men solen skinner jo også en gang imellem". Albummets første single, "Diva" udkom den 26. december 2014. "Gentlemen" udkom som anden single den 13. april 2015. Den 17. juli 2015 udkom albummets tredje single, "Farvel" i et B.A.N.G.E.R.S. remix medvirkende U$O og Marwan.
Den 28. oktober 2016 udgav han opsamlingsalbummet, Anno XV, og markerer hans 15-års jubilæum i musikbranchen, hvilket ligger til grunde for titlen, der betyder år 15. Albummet indeholder 27 af L.O.C.'s største hits, samt de tre nye numre, "Ti fod høj", "Min homie" og "Husk". "Ti fod høj" udkom som første single den 26. august 2016. Singlen og albummet udkom på det til lejligheden genopståede pladeselskab, Virgin Records, som L.O.C. senest udgav albummet Libertiner på i 2011. Albummet modtog i marts 2017 guld for 10.000 solgte eksemplarer.

### 2017–2023:EkkokammerogFuck L.O.C.
I 2017 medvirkede han på Emil Stabils single "Onsdag". Den 25. oktober 2019 udgav han sit niende studiealbum, Ekkokammer. Det var hans første egentlige studiealbum i fem år. Albummet fik en blandet modtagelse hos musikanmelderne; Soundvenue kaldte det "det mest ærlige L.O.C.-album", Information skrev at, det er det "mest verdensvendte, analytiske, samfundskritiske til dato" og Berlingske gav det to stjerner og skrev at "teksterne fremstår mere bitre og gammelmandskloge end samfundsrevsende." Musikredaktør Nanna Balslev skrev at, Ekkokammer "er nærmest et rockalbum med de distortede guitarer og melankolske synth-figurer". Albummet skulle egentlig på gaden i oktober 2018, men det nåede ikke at blive klar. Den 26. februar 2020 vandt L.O.C. Gaffas Awardshow i Musikhuset. Han fik prisen for Ekkokammer.
I maj 2021 udgav L.O.C. over to omgange, i alt syv sange, hvor han blandt andet fik selskab af Smiley og rapgruppen Shooter Gang. Den 24. september 2021 udgav han den mixtape-inspirerede albumudgivelse, Fuck L.O.C., som indeholder 15 sange. Udgivelsen debuterede på albumlistens 25. plads. Udover Smiley og Shooter Gang medvirker Jamilian, Marwan, Kidd og Baloosh også på albummet. I 2022 optrådte han på Bork Festival. I juni 2023 udgav han singlen "Hvassådair" sammen med kollegerne Marwan og USO.

## Andre foretagender

### Som TV-vært
I 2006 var han vært på Yo! MTV Raps på den danske MTV. I 2011 var han dommer i TV 2's reality musikkonkurrence, Voice - Danmarks største stemme, hvor Kim Wagner, der blev coachet af ham, vandt. Han vandt også anden sæson i 2012 med sin deltager, den 24-årige Emilie Päevatalu. Hun vandt foran 24-årige Andreas Odbjerg, der blev coachet af Xander. Ligeledes har han været flittig besøgende i Anders Breinholts talkshow Natholdet.

### Som stand-up komiker
Han debuterede som komiker på open mics i 2023 og efter opvarmning for Melvin Kakooza, Mahamad Habane, Hadi Ka-koush og Joel Hyrland på deres Bros-arena tour, følte han sig klar til at gå på scenen i eget navn. Det var under coronanedlukningen, L.O.C. tog en beslutning om at finde på et nyt karriereskifte. Fra april 2025 tager han på landsdækkende tour med sit første standup-show, der har fået titlen LIAM.

## Personligt liv

### Familie og ægteskab
Han var først gift med skuespilleren Julie Ølgaard ved et hemmeligt bryllup i Las Vegas i USA. Fra 2008 til 2019 dannede han par med skuespilleren og tv-værten Christiane Schaumburg-Müller. Parret blev i 2012 gift på Valdemars Slot på Tåsinge. Den 3. juni 2015 annoncerede Christiane på sin Instagram, at de skulle skilles. Den 2. maj 2016 offentliggjorde hun, igen via Instagram, at parret havde fundet sammen igen, samt at de skulle være forældre til en søn i efteråret. Deres søn blev født den 25. september 2016. Parret ejede et 300 kvadratmeter stort hus i Hellerup, som de købte i 2016 for 10,7 millioner kroner. I oktober 2019 gik parret fra hinanden. Efter bruddet flyttede L.O.C. til Charlottenlund, hvor han købte et 106 kvadratmeter stort hus for 8.850.000 kr.
Han har desuden to døtre, født i 2022 og 2023, med sin nuværende partner, som er af afrikansk afstamning.

### Alkohol- og stofmisbrug
L.O.C. er tidligere alkoholiker. I 2005 stoppede han med at drikke alkohol og tage stoffer. Efter udgivelsen af albummet, Cassiopeia (2005), betød misbruget, at han led af angst og paranoia og samtidig måtte behandles for en hash-psykose, der stammede tilbage fra teenageårene. Han har tidligere udtalt, at han i perioder, drak alkohol hele tiden – også inden han skulle optræde, hvilket medførte, at han sommetider faldt ned fra scenen. For at komme sit alkoholmisbrug til livs gik han blandt andet til møder hos Anonyme Alkoholikere. Derudover fik han også hjælp fra en psykolog, terapeut og en diætist.

### Forretningsforhold
I 2012 fik han to millioner kr. for at være dommer i TV 2-programmet Voice - Danmarks største stemme. Samme år oprettede han sit pladeselskab med navnet SGMD ApS, som første år havde en omsætning på 6,8 mio. kr. og et overskud på 2,9 mio. kr. L.O.C udbetalte i løbet af 2012 2,6 mio. kr. i løn til sig selv, hvilket svarede til en gennemsnitlig månedsløn på 217.000 kr. Hans album, Prestige, Paranoia, Persona Vol. 2 (2012), blev udgivet i samarbejde med Dansk Røde Kors som får hele overskuddet af salget. På syv dage indtjente albummet 480.100 kroner til organisationen. I 2014 omsatte han for 4,6 millioner kroner, hvilket gav ham et overskud i sit selskab på 2,4 millioner kroner. I 2017 var indtjeningen i SGMD på 3.997.098 kr. I 2020 var selskabets egenkapital på 4.124.354 kroner. Samme år udbetalte selskabet 1.424.735 kroner i løn og omkostninger til social sikring. I 2021 hævede han 1,3 mio. kr. i løn. Egenkapitalen var ved udgangen af 2021 lidt over 3,5 mio. kr.

### Problemer med loven
En forårsnat i 2003 kom han i slåskamp ved en privatfest hos en ven i Aarhus. Politiet blev tilkaldt, og han blev anholdt og kørt til detentionen for at sove rusen ud. I detentionen slog og sparkede han to betjente. I december 2003 blev han ved Retten i Aarhus dømt for slåskampen og overfald på de to betjente, hvilket resulterede i en plet på straffeattesten og 74 timers samfundstjeneste, som han aftjente i Vor Frelsers Kirke på Christianshavn.
I 2005 slog han Frederik Ohsten, som på daværende tidspunkt var journalistelev fra RUC, og var i praktik på ugebladet Se & Hør. Ohsten havde skrevet en historie om L.O.C., som han angiveligt var vred over. Sagen aldrig for en dommer, men L.O.C. blev pålagt at betale en bøde.
Den 9. juni 2012 slog han en koncertgæst på festivalen Rock under Broen i hovedet. Sagen kom for Retten i Odense, som den 7. november 2012 idømte L.O.C. 40 dages betinget fængsel for vold. Ifølge vidneforklaringer skete overfaldet efter L.O.C.s tourbus ramte en forbipasserende mand med sidepejlet. Kort efter kom det til sammenstød mellem manden, der blev ramt af bussen, og to medlemmer af L.O.C.'s hold, heriblandt hans ven, rapperen USO. Ifølge flere af vidneforklaringerne endte sammenstødet med, at L.O.C. slog manden på siden af hovedet. 11 vidner var i retten i Odense, hvoraf de syv var fra anklageren og de fire fra forsvareren. Anklageren gik efter en straf på op til 60 dages ubetinget fængsel. Den 21. november 2012 meddelte man fra Statsadvokatens kontor i Sønderborg, at man ikke ankede dommen. Trods voldsdommen beholdt TV 2 ham som coach i talentprogrammet Voice, og TDC som reklamesøjle for telefoni. Dansk Folkepartis kultur- og undervisningsordfører Alex Ahrendtsen krævede dog, at undervisningsmaterialet L.O.C. – De syv dødssynder skulle trækkes tilbage for folkeskolens elever i 9. og 10. klasse.

## Diskografi
- Dominologi (2001)
- Inkarneret (2003)
- Cassiopeia (2005)
- Melankolia/XxxCouture (2008)
- Libertiner (2011)
- Prestige, Paranoia, Persona Vol. 1 (2012)
- Prestige, Paranoia, Persona Vol. 2 (2012)
- Sakrilegium (2014)
- Grand Cru (2014)
- Anno XV (2016)
- Ekkokammer (2019)
- Fuck L.O.C. (2021)

Mixtapes
- Nyt fra Vestfronten (2007)
- Nyt fra Vestfronten (2008)
- Nyt fra Vestfronten 2 - Spil lige så dum som de andre Edition (2009)

B.A.N.G.E.R.S
- V.I.P EP'en (1999)

Selvmord
- Selvmord (2009)